# Lariophagus distinguendus
Espèce
Lariophagus distinguendus est une espèce d'insectes hyménoptères chalcidiens de la famille des Pteromalidae.

## Taxinomie
Arnold Förster décrit le premier cette espèce en 1841 sous le nom Pteromalus distinguendus. N. Kurdjumov, en 1913, l'attribue au genre Lariophagus et lui donne son nom valide. Étudiant les types de Meraporus calandrae Howard et de Meraporus utibilis Tucker, Hase en 1919 établit leur synonymie avec Lariophagus distinguendus.

## Description
La femelle mesure 2  à   3 mm de longueur. Elle est bleu sombre. L'abdomen est vert à la base. Les ailes sont blanches avec des nervures jaune-brun. Le mâle mesure quant à lui 1,1  à   2 mm de longueur.

## Liste de synonymes
Liste des synonymes répertoriés par des projets financés par des programmes-cadre de la Commission européenne : Fauna Europaea (2000-2004) et Pan-European Species directories Infrastructure (2008-2011).
- Pteromalus distinguendus Arnold Förster, 1841 (protonyme)
- Meraporus graminicola Curtis, 1860
- Pteromalus oryzinus Rondani, 1877
- Pteromalus calandrae Howard, 1881
- Arthrolytus puncticollis Möller, 1882
- Pteromalus oryzae Cameron, 1891
- Eupelmus urozonus Vayssière, 1900
- Meraporus brevicornis Marchal, 1900
- Meraporus utibilis Tucker, 1910[7] (protonyme)
- Lariophagus distinguendus Kurdjumov, 1913
- Lariophagus puncticollis Kurdjumov, 1913
- Lariophagus puncticollis Ruschka, 1915
- Lariophagus distinguendus Hase, 1919

## Lutte biologique
Lariophagus distinguendus parasite le stade prénymphal de plusieurs Anobiidae, parmi lesquels la vrillette du pain, Stegobium paniceum et la petite vrillette Anobium punctatum. C'est ainsi qu'il a été utilisé pour traiter les incunables de la bibliothèque de Halle, et un retable de Lucas Cranach l'Ancien à Erfurt.

### Taxinomie et synonyme
- (de) Arnold Förster, Beiträge zur Monographie der Pteromalinen Nees, 1841 (lire en ligne)
- (en) A.B. Gahan, « On the identity of several species of Chalcidoidea (Hymenoptera) », Proceedings of the Entomological Society of Washington, vol. 22,‎ 1921, p. 235-243 (lire en ligne)
- (en) N. Kurdjumov, « Notes on Pteromalidae (Hymenoptera, Chalcididae) », Revue russe d'entomologie, vol. 13, no 1,‎ 1913 (lire en ligne)
- (en) Elbert Stephen Tucker, « New parasites of the genus Meraporus », The Canadian Entomologist, vol. 42,‎ 1910, p. 341–346 (lire en ligne)

### Description
- (de) Franz Ruschka, « Zur Morphologie und Systematik des Kornkäfer-Chalcidiers Lariophagus distinguendus Först », Zeitschrift für Angewandte Entomologie, vol. 7, no 2,‎ août 1921, p. 463–465 (lire en ligne)

### Lutte biologique
- (de) Der Spiegel, « Wespen gegen Kornkäfer », Der Spiegel, vol. 32,‎ 1999 (lire en ligne)
- (en) Katy Duke, « Tiny wasps save Cranach altar from woodworm », The Telegraph,‎ 13 mars 2005 (lire en ligne, consulté le 3 novembre 2013)
- (de) Uwe Frost, « Käfer vertilgt : Wespen retten Cranach », Der Spiegel,‎ 20 mars 2005 (lire en ligne)
- Ahmad-H. Kaschef, « Sur le comportement de Lariophagus distinguendus Först (Hym. Pteromalidae) », Behaviour, vol. 14, nos 1-2,‎ 1959, p. 108-122 (lire en ligne, consulté le 17 août 2012)